# L'Âge d'or (revue)
Pour les articles homonymes, voir L'Âge d'or.
L'Âge d'or (La Edad de Oro) est une revue mensuelle cubaine pour la jeunesse fondée en 1889 par l'écrivain  José Martí. Elle n'a connu que quatre numéros qui ont gardé une certaine fraîcheur, beauté et vigueur plus d'un siècle après leur création, parlant aux enfants dans une langue universelle.
La première revue vit le jour en juillet 1889 quand Martí se trouvait à New York pour préparer la guerre d'indépendance de Cuba contre le colonialisme espagnol, pendant laquelle il perdra la vie. 4 numéros de la revue seront publiés par Martí. La revue comportait 32 pages et plusieurs illustrations.
Les publications de la revue étaient des contes, essais et poésies qui incarnaient l'idéalisme et l'humanisme des pensées de Jose Martí. L'universalité des valeurs humaines est dépeinte à travers une grande varieté de thèmes et d'époques traités dans la revue. L'Âge d'or incitait les jeunes à la recherche de la connaissance, l'amour et la justice.
Les quatre numéros de la revue furent compilés dans un livre du même nom et sont considérés comme des classiques de la littérature cubaine et latino-américaine.

## Table des matières des quatre numéros

### Premier numéro (juillet 1889)
- A los niños que lean La Edad de Oro
- Tres Héroes
- Dos Milagros
- Meñique
- Cada uno a su oficio
- La Ilíada de Homero
- Un juguete nuevo y otros viejos
- Bebé y el señor Don Pomposo
- La última página

### Deuxième numéro (août 1889)
- La Historia del Hombre contada por sus casas
- Los dos príncipes
- Nené traviesa
- La perla de la mora
- Las ruinas indias
- Músicos, poetas y pintores
- La última página

### Troisième numéro (septembre 1889)

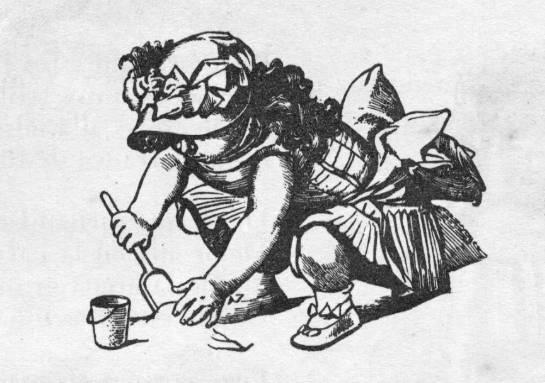
Illustration de « Los Zapaticos de Rosa »

- La Exposición de París
- El camarón encantado
- El Padre las Casas
- Los Zapaticos de Rosa
- La última página

### Quatrième numéro (octobre 1889)
- Mi nombre es Khan
- La muñeca negra
- Cuentos de elefantes
- Los dos ruiseñores
- La Galería de las Máquinas
- La última página